# بی۶ان
بی۶ان (به انگلیسی: Nakajima_B6N) یک هواگرد از نوع هواگرد اژدرافکن ساخت شرکت شرکت هواپیمای ناکاجیما است. هواگرد بی۶ان نخستین پروازش را در ۱۴ مارس ۱۹۴۱ میلادی انجام داد. این هواگرد در سال اوت ۱۹۴۳ میلادی رسماً معرفی گردید. در مجموع، تعداد ۱٬۲۶۸ فروند از این هواگرد ساخته شده‌است.